# 克洛兹
克洛兹（義大利語：Cloz），曾是意大利特伦托自治省的一个市镇。总面积8平方公里，人口726人，人口密度90.8人/平方公里（2009年）。ISTAT代码为022063。
2020年1月1日布雷兹、卡尼奥、克洛兹、雷沃和罗马洛五个市镇合并为新的诺韦拉市镇。